# Дьоллерсгайм
48°37′13″ пн. ш. 15°18′33″ сх. д. / 48.620138888889° пн. ш. 15.3092° сх. д.
Дьоллерсгайм (нім. Döllersheim) – покинуте селище в Нижній Австрії, евакуйоване в 1938 році у зв'язку зі створенням полігону Вермахту. Спочатку полігон називався Truppenübungsplatz Döllersheim. З 1 січня 1964 року належить до комуни Пьолла округу Цветль.
Записи про хрещення та зміну імені Алоїза Гітлера, батька Адольфа Гітлера, який народився в поблизькому селищі Штронес (нім. Strones), зберігались у місцевій церкві. На цвинтарі поховано бабусю Гітлера Марію Анну Шикльґрубер. У 1938 році могилу не знайшли і спорудили на цвинтарі символічну могилу.

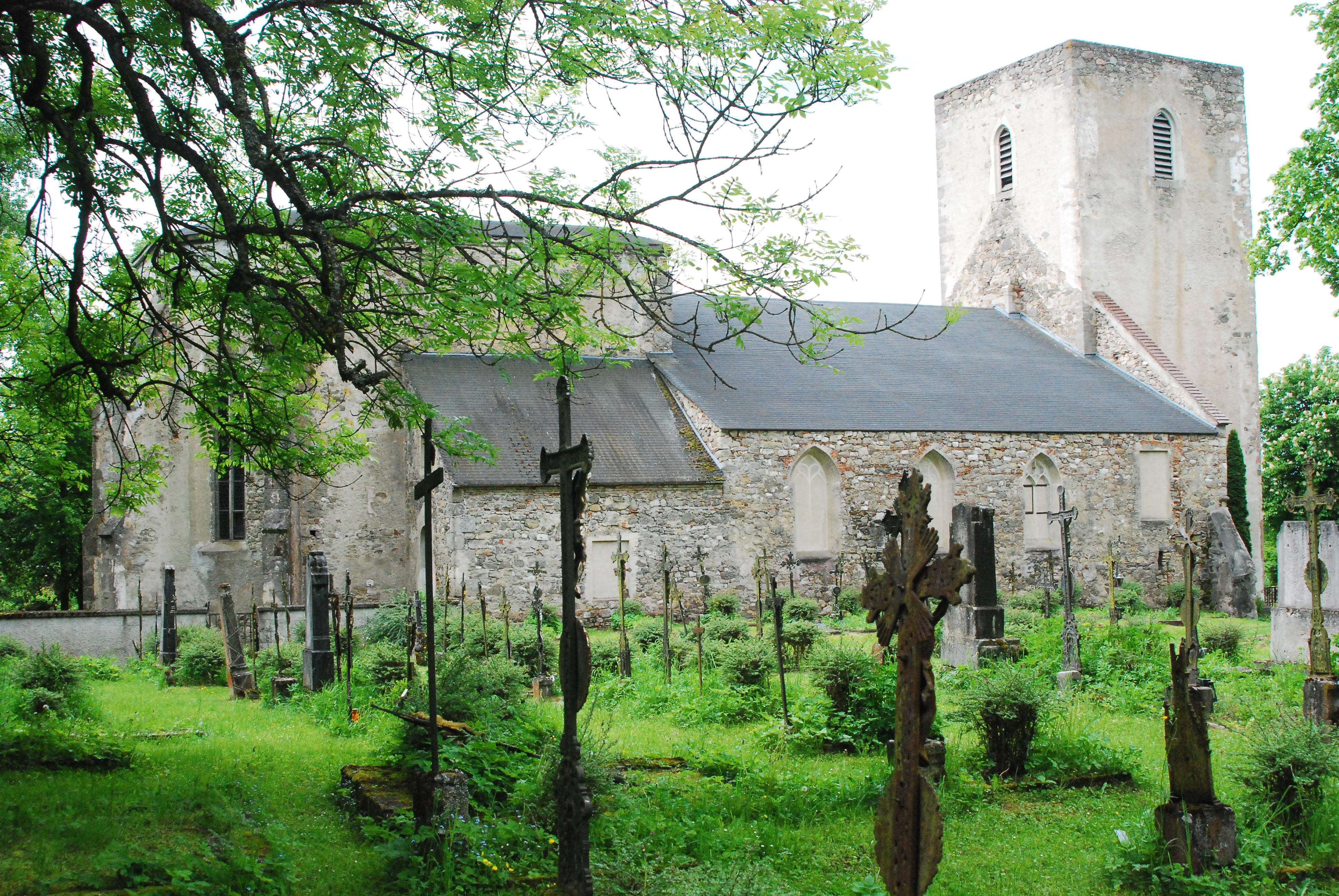
Руїни церкви та цвинтар

## Зовнішні посилання
- Сторінка місцевості